# 廊坊站
廊坊站位于中华人民共和国河北省廊坊市安次区常甫路北段，京沪铁路广阳站南侧，经过铁路为京沪高速铁路。车站于2007年开工，2011年随京沪高速铁路通车而投入使用。

## 车站结构
车站建筑面积约1万平方米。车站规模为2台4线，其中正线、到发线各2条。
月台配置
| 月台编号 | 路线         | 行驶方向                     |
| -------- | ------------ | ---------------------------- |
| 1        | 京沪高速铁路 | 北京南方向                   |
| 2        | 京沪高速铁路 | 济南西・南京南・上海虹桥方向 |

## 图集

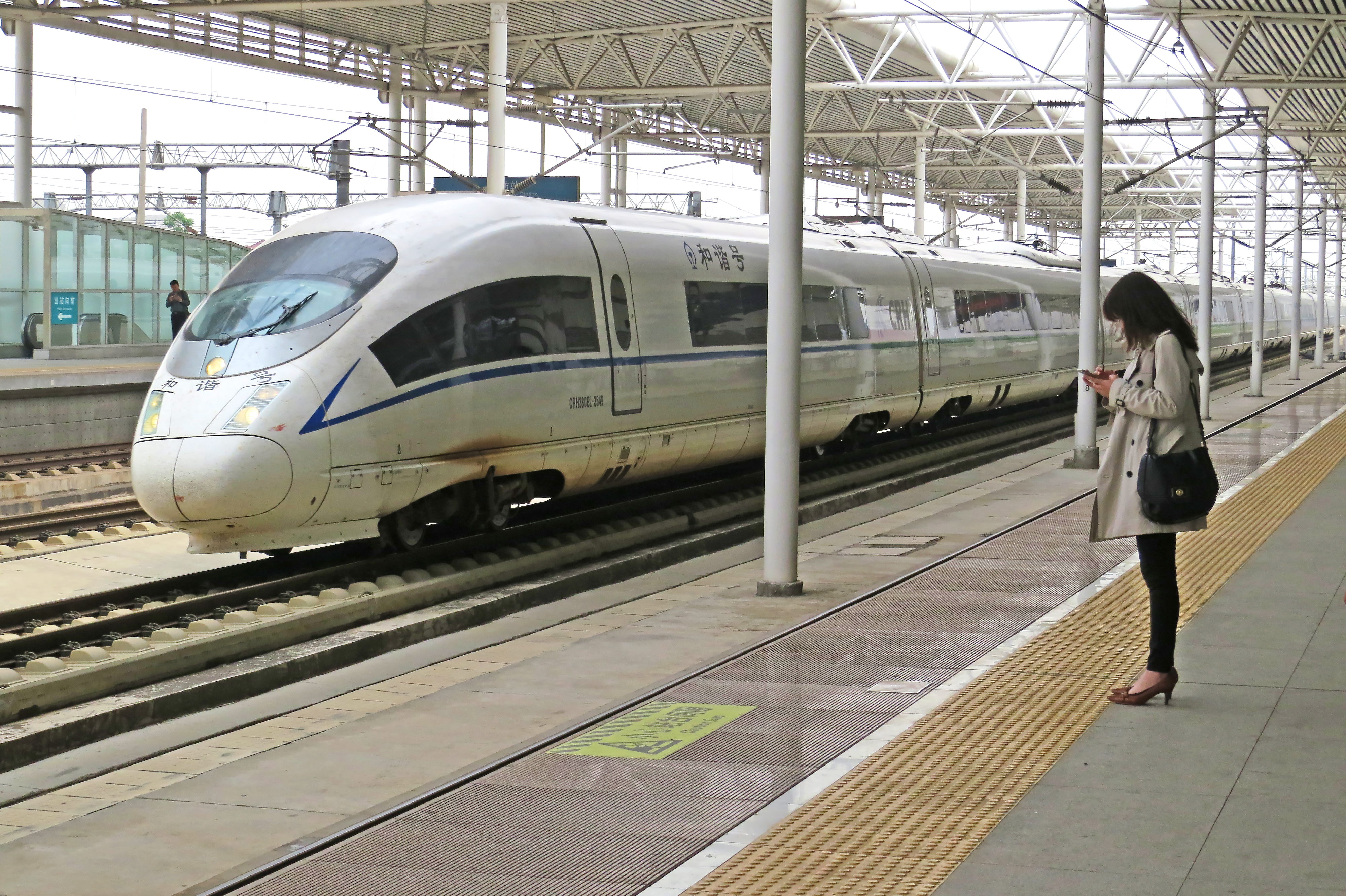
上海虹桥至北京南的G102次列车通过廊坊站
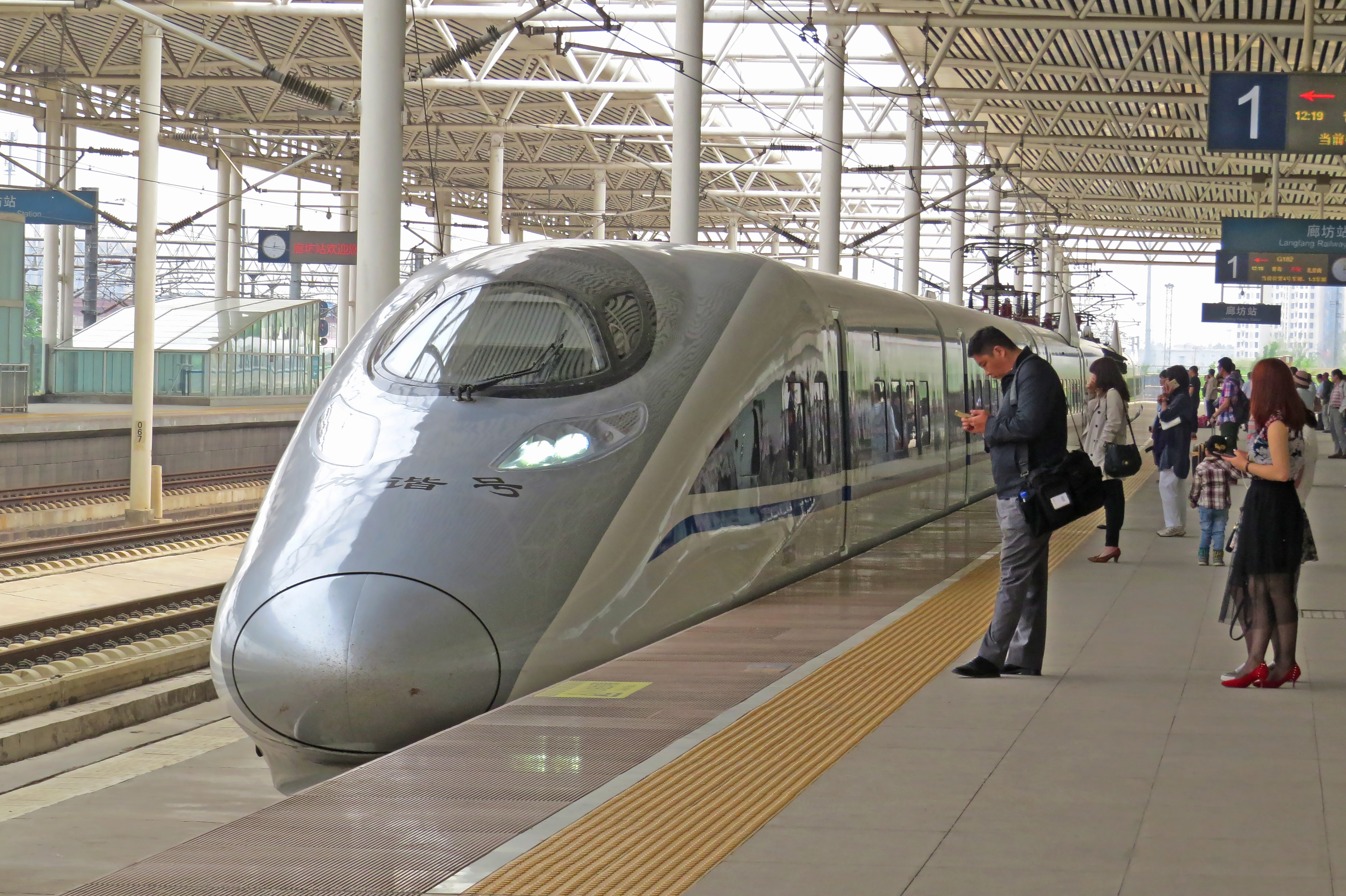
青岛至北京南的G182次列车进入廊坊站1站台
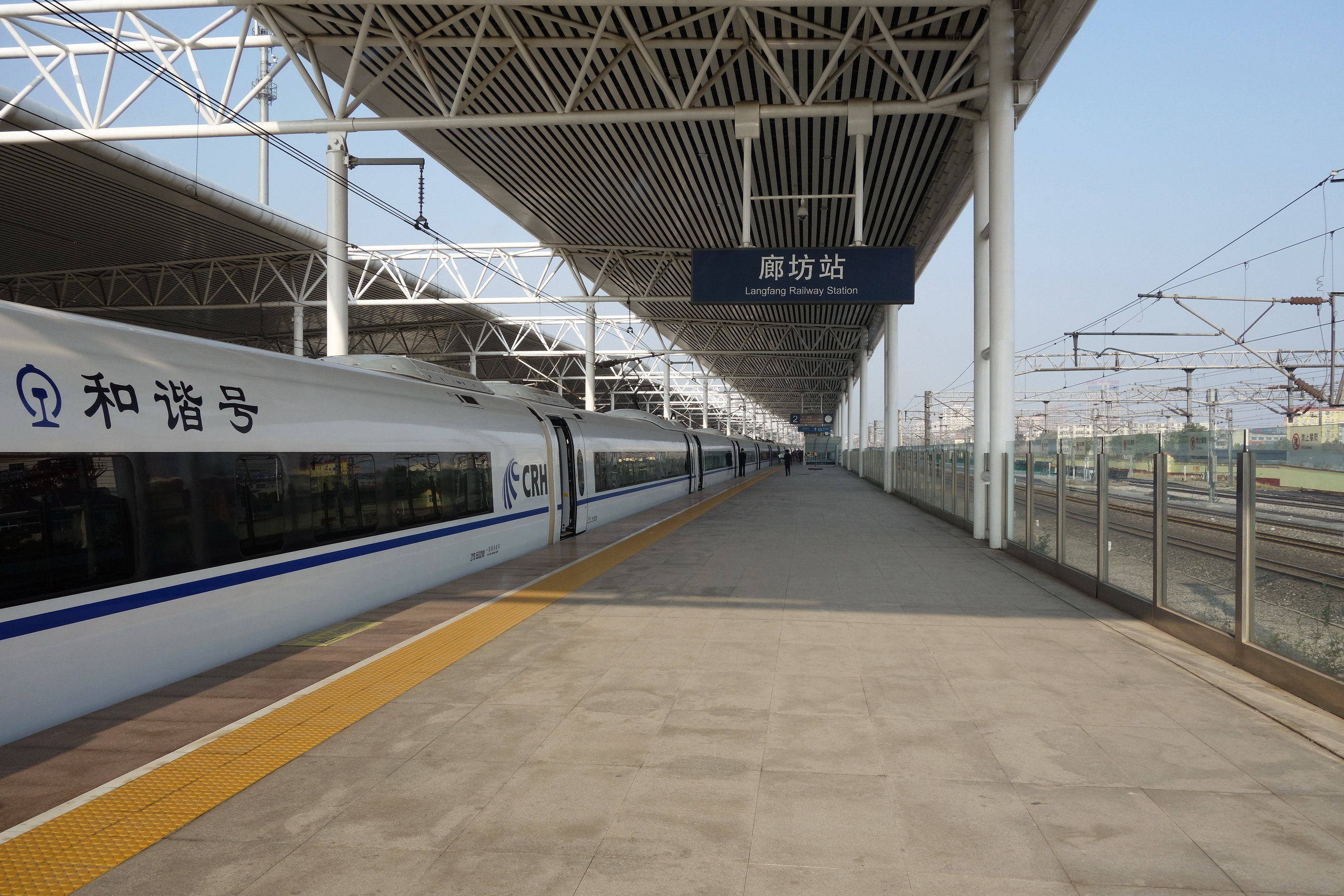
廊坊站站台，廊坊北站位于照片中站台右侧之外（2017年）
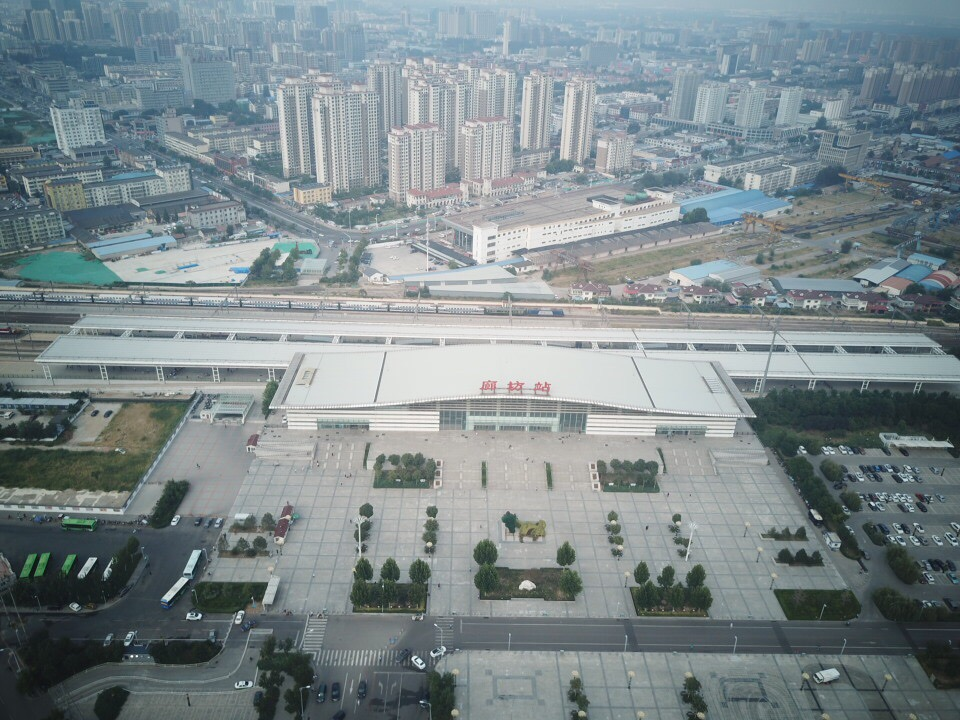
从上方俯视廊坊站

## 公交线路
廊坊站与京沪铁路广阳站通过地道连接。
- 1（武警学院-火车站-水上乐园）
- 2（至南营）
- 3（至伊指挥营）
- 4（至旧州）
- 5（至桐柏）
- 6（吴堤-火车站-小王庄）
- 8（至辛庄）
- 9（至落垡）
- 10（市文联-火车站-冶炼厂）
- 11（中所-火车站-群安街）
- 12（至东方大学城）
- 12快（至大学城南门）
- 13（阳光佳和-火车站-阳光佳和）
- 14（阿尔卡迪亚-火车站-杨税务）
- 15（富士康南门-火车站-富士康南门）
- 16（富士康南门-火车站-大宫地）